# Rubus spribillei
Rubus spribillei — вид квіткових рослин з родини трояндових (Rosaceae). Ареал: пд.-зх. Польща.

## Середовище
Росте на узліссях, галявинах, уздовж лісових доріг.

## Опис
Стебла лежачі, округлі чи майже округлі в перерізі, з рідкісними простими і пучкуватими волосками, іноді голі. Колючки дрібні, голчасті, 1.5–2 мм завдовжки, прямі, 15–20 на 5 см. Листки 3-листочкові, з численними або рідкісними притиснутими зверху волосками, знизу рідко волосисті, більш численні волоски лише на жилках; волоски прості. Ніжки листків зазвичай коротші за бічні листочки, з розлогими волосками й численними залозками 0.2–0.8 мм завдовжки і спадаючими колючками до 1.5 мм завдовжки. Прилистки широколанцетні. Суцвіття конусоподібне або неправильно розгалужене, на верхівці безлисте, знизу 3-листочки, бічні листочки яких сидячі. Вісь суцвіття досить жорстка, злегка зигзагоподібна, з розпростертими простими та пучковими волосками з домішкою зірчастих волосків. Колючки жовті, до 2&nbspмм завдовжки, тонкі, але з довгою спадною основою. Чашолистки до 4–5(6) мм завдовжки, зелено-сірі, зазвичай розпущені після цвітіння. Пелюстки білі, в бутонах злегка рожеві, широко-еліптичні, 7–9 мм завдовжки, 4–5 мм ушир. Пиляки і плодолистики голі. Плід часто неправильної форми. 2n = 28.